# Adriaan Maas
Adriaan Lambertus Joseph Maas (conocido como Bob Maas; 18 de octubre de 1907-17 de diciembre de 1996) fue un deportista neerlandés que compitió en vela en las clases Snowbird y Star.
Participó en cuatro Juegos Olímpicos de Verano entre los años 1932 y 1952, obteniendo tres medallas: plata en 1932 (Snowbird), bronce en Berlín 1936 (Star) y bronce en Londres 1948 (Star).

## Palmarés internacional
| Juegos Olímpicos | Juegos Olímpicos             | Juegos Olímpicos | Juegos Olímpicos |
| Año              | Lugar                        | Medalla          | Clase            |
| ---------------- | ---------------------------- | ---------------- | ---------------- |
| 1932             | Los Ángeles (Estados Unidos) | Medalla de plata | Snowbird         |

| Juegos Olímpicos | Juegos Olímpicos      | Juegos Olímpicos  | Juegos Olímpicos |
| Año              | Lugar                 | Medalla           | Clase            |
| ---------------- | --------------------- | ----------------- | ---------------- |
| 1936             | Berlín (Alemania)     | Medalla de bronce | Star             |
| 1948             | Londres (Reino Unido) | Medalla de bronce | Star             |